# Cereseto
Cereseto är en ort och kommun i provinsen Alessandria i regionen Piemonte i Italien. Kommunen hade 403 invånare (2018).